# 6814 Steffl
A 6814 Steffl (ideiglenes jelöléssel 1979 MC2) a Naprendszer kisbolygóövében található aszteroida. Eleanor F. Helin és Schelte J. Bus fedezte fel 1979. június 25-én.